# Boule (pain)
Pour les articles homonymes, voir Boule.

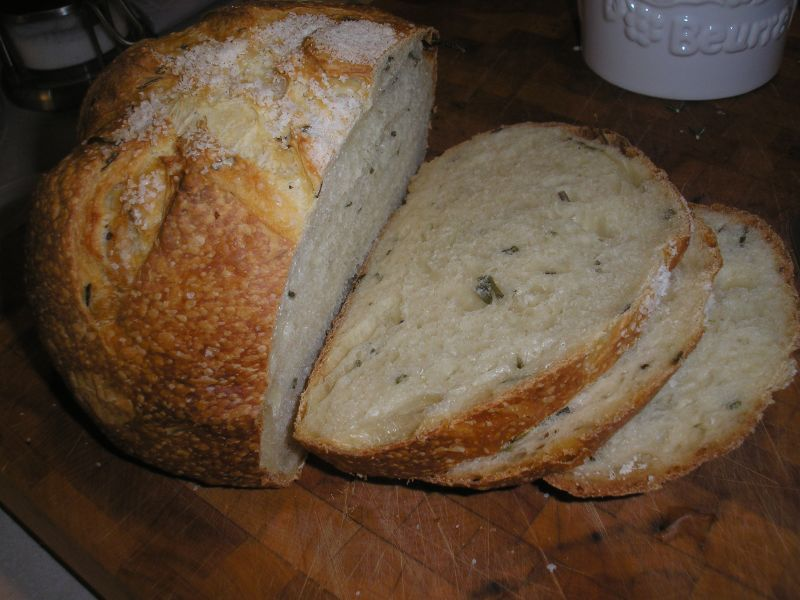
Miche de pain au romarin.

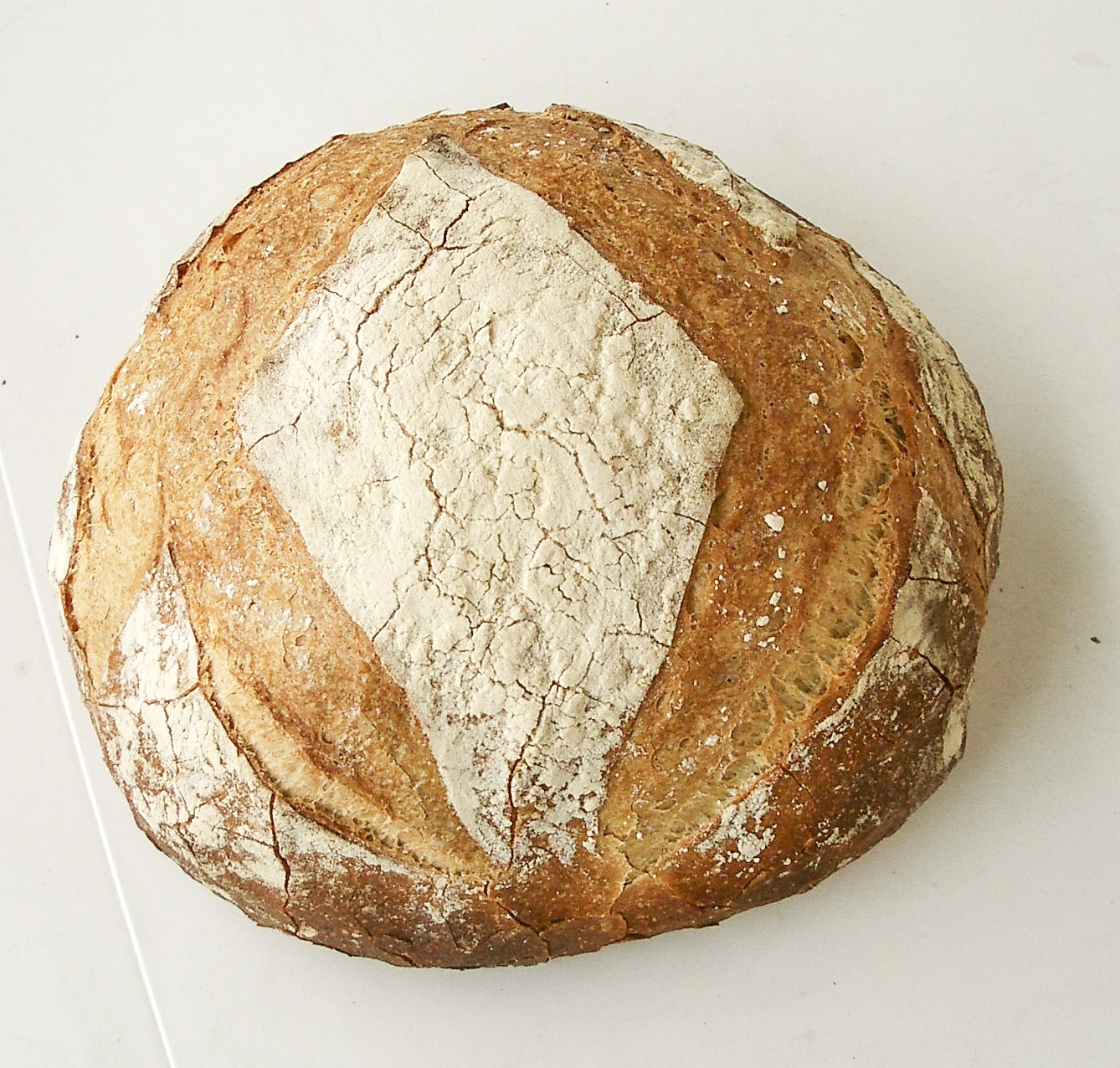
Boule de campagne.

Une boule, ou pain-boule, est une forme traditionnelle du pain en France. Un pain de cette forme ressemble à un ballon aplati. Il s'agit d'une forme de pain rustique qui peut être faite de n'importe quel type de farine et levée avec différentes levures.

## Boule de campagne
Par sa forme, la boule, ou miche, garde mieux l'humidité et tarde à se ressécher, ce qui lui permet de se conserver plus de temps que le pain allongé. La boule a un poids approximatif de 1 kg, la plus petite, de 400 g. La boule dite de campagne — qui peut être confectionnée d'une façon artisanale pétrie à la main, cuite dans des fours à gueulards, chauffés au feu de bois —, est le type de pain le plus apprécié des Français après la baguette classique et la baguette tradition.

## Miche Poilâne
En reprenant la recette d'un pain de leur père Pierre-Léon Poilâne, les boulangers Lionel et son frère Max confectionnent une boule de mie grise — cuit au feu de bois, c'est un pain réalisé à partir de levain, de farine de blé broyée à la meule de pierre, de sel de Guérande et d’eau —, de 1,9 kg environ, la miche Poilâne dans les années 1970 à Paris. En 2002, il s'en vend 15 000 et il se positionne comme le pain du Tout-Paris.

## Représentation artistique

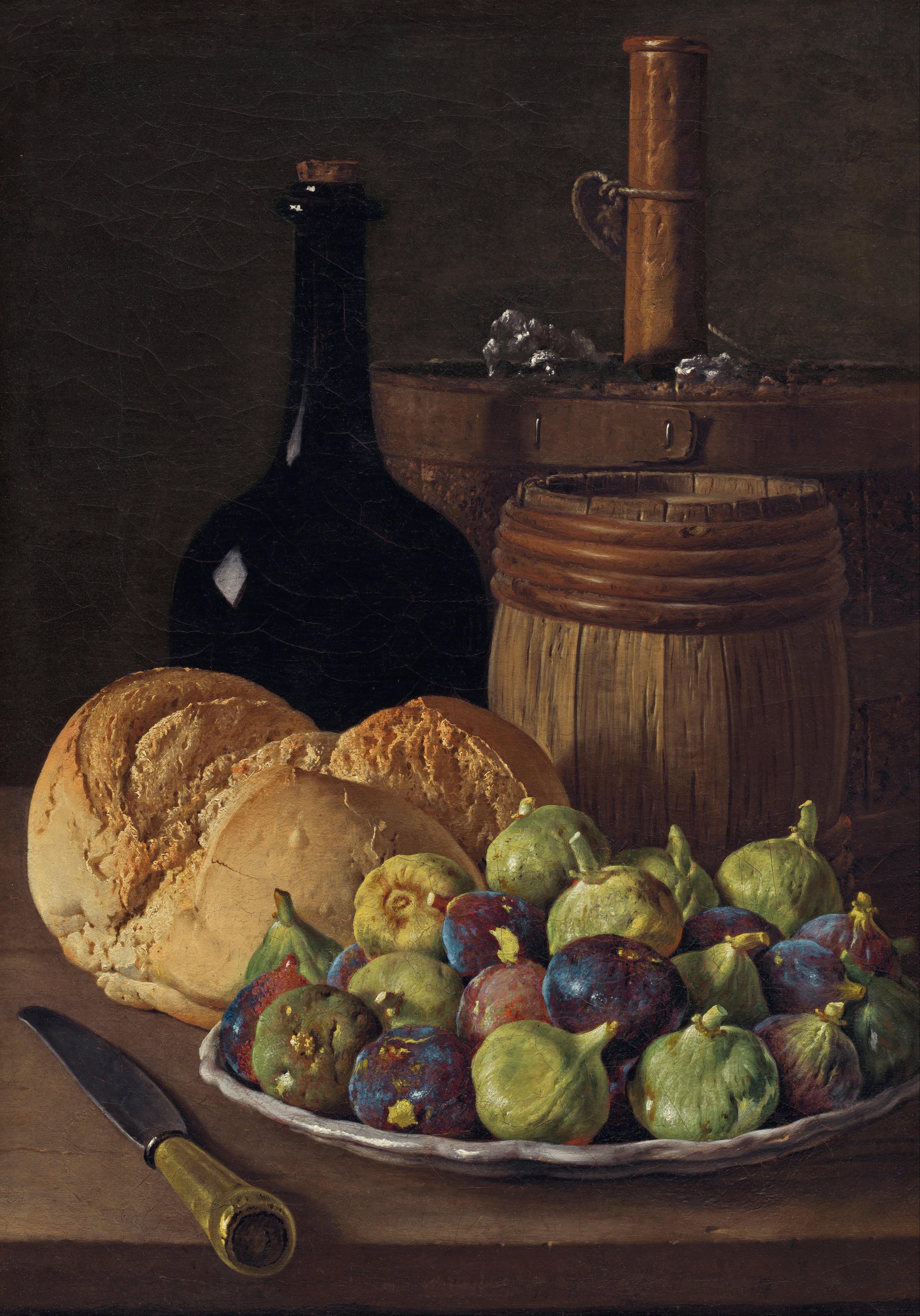
Luis Meléndez, Nature morte aux figues, pain et récipient.

La boule de pain apparaît dans l'art, comme dans certains tableaux de la Renaissance du peintre hollandais Dieric Bouts. La représentation de la boule de pain s'apprécie dans les œuvres de nature morte du peintre espagnol Luis Eugenio Meléndez (1716-1780), comme son huile sur toile, Nature morte aux figues, pain et récipient, ou bien dans les œuvres du peintre français Jean-Baptiste Chardin.